# بژوزووکا کوروننا
بژوزووکا کوروننا (به لهستانی:  Brzozówka Koronna) یک روستا در لهستان است که در گمینا چارنا بیاووستوتسکا واقع شده‌است. بژوزووکا کوروننا ۵۰ نفر جمعیت دارد.